# Hafen Open Air

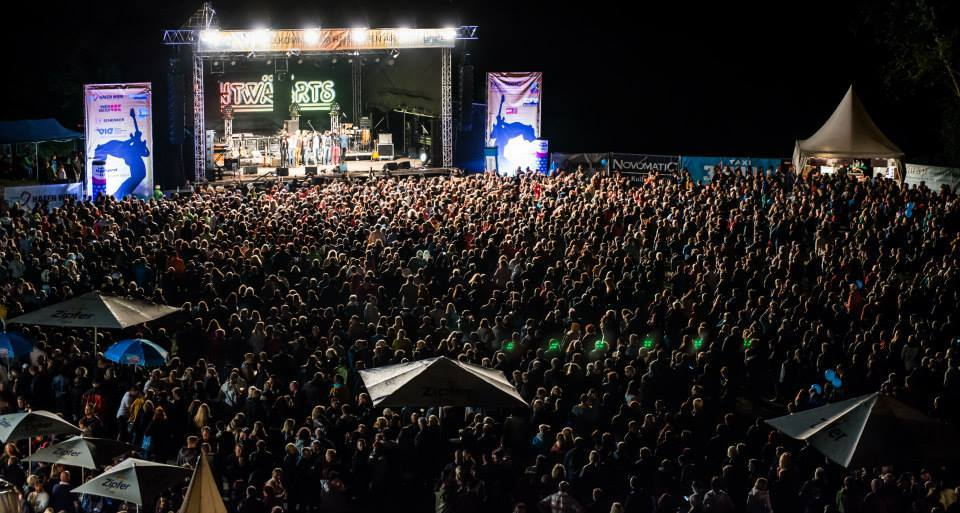
Hafen Open Air 2014

Das Hafen Open Air war ein seit August 2006 jährlich im 11. Wiener Gemeindebezirk Simmering stattfindendes, mehrtägiges Musikfestival mit Schwerpunkt auf Austropop und Rockmusik. Der Eintritt zum Festival war frei.
Das Festival wurde vom Verein Hafenfestival (Verein für Popmusik), der teilweise aus den ehemaligen Mitgliedern der Austropop-Band Lichtwärts bestand, gegründet. Veranstaltungsort war ein Gelände neben dem Friedhof der Namenlosen am Alberner Hafen. Ein Großteil der Festival-Mitarbeiter arbeitete ehrenamtlich. Das Festival verstand sich als Plattform zur Förderung der österreichischen Musik. Junge Bands konnten sich bewerben, um einen der rund 18 Auftritts-Slots zu bekommen. Das Hafen Open Air finanzierte sich ausschließlich durch Sponsoring, Förderungen und Spenden. 2014 wurden insgesamt 20.000 Besuchern an beiden Veranstaltungstagen gezählt.

## Geschichte
Im Jahr 2006 fand das erste Festival statt, mit dem Ziel, Festivalkultur und Austropop in Simmering zu etablieren. Damals noch als eintägiger Event mit 200 Besuchern und händisch zusammengezimmerter Bühne wurde das Festival kontinuierlich ausgebaut.

### Konzerte (Auswahl)
Mit Rainhard Fendrich, der Ersten Allgemeinen Verunsicherung und Wolfgang Ambros wurden einige prominente Austropop-Musiker als Headliner verpflichtet. Im Laufe der Jahre standen unter anderem mit Opus, Stefanie Werger, Reinhold Bilgeri, Mo und Andy Baum und Conchita Wurst einige bekannte Musiker auf der Bühne des Festivals, aber auch junge Bands wie Lichtwärts oder Cornerstone traten im Laufe der Jahre mehrmals auf. Ab 2013 wich man von der rein österreichischen Ausrichtung des Festivals – zumindest was die Hauptacts betrifft – etwas ab und verpflichtete etwa mit der Spider Murphy Gang (2015), dem zweifachen Eurovision-Song-Contest-Gewinner Johnny Logan (2016), den Gipsy Kings (2017) oder den Söhnen Mannheims (2019) auch internationale Künstler für das Event.

### Termine, Besucherzahlen, Besonderes
1. Hafen Open Air 2006
Datumsbereich: keine Informationen
Konzerte: keine Informationen
Besucherzahl: 200
Besonderes/Anmerkung: keine Informationen
Motto: keine Informationen
2. Hafen Open Air 2007
Datumsbereich: keine Informationen
Konzerte: keine Informationen
Besucherzahl: keine Informationen
Besonderes/Anmerkung: keine Informationen
Motto: keine Informationen
Hafen Open Air 2008
Das Hafen Open Air 2008 fand nicht statt.
3. Hafen Open Air 2009
Datumsbereich: keine Informationen
Konzerte: Thomas & The Soul River Band, Super Bad, Filou, Indigoday, Funky Cube, Lichtwärts & Ulli Bäer, Pi
Besucherzahl: 700
Besonderes/Anmerkung: keine Informationen
Motto: keine Informationen
4. Hafen Open Air 2010
Datumsbereich: keine Informationen
Konzerte:
1. Tag: Lichtwärts & Ulli Bäer, Vorstadtcombo, Manfred Hofman, Ulli Wigger, Cornerstone, Robert Leon Faustmann, Die Giftzwerge, Power 4 Kids, Harry Marte, Band WG, Opus
2. Tag: Frau Jelinek, Denise de Macedo, Kommando Elefant, Joel, Luttenberger*Klug, Liebesbrief
Besucherzahl: 3.000
Besonderes/Anmerkung: 2 Tage, 14 Bands
Motto: keine Informationen
5. Hafen Open Air 2011
Datumsbereich: Freitag, 19. August und Samstag, 20. August 2011
Konzerte:
19.08.: Spotlight, Filou, Blue & Mighty, Catastrophe & Cure, Marjorie Etukudo & Band, Bad Sellin' Record, SoloZuViert, Beatcollective, Ulli Bäer, Opus
20.08.: Braphenix, Mary Broadcast & Band, Hannes Kasehs Blues & Band, Mitterfeld, Irie Rocker Allstars, Business Socks, Vitruv, At Pavillon, Lichtwärts & Ulli Bäer, Minisex
Besucherzahl: 5.000
Besonderes/Anmerkung: 2 Tage, 20 Bands
Motto: keine Informationen
6. Hafen Open Air 2012
Datumsbereich: Freitag, 17. August und Samstag, 18. August 2012
Konzerte: 
17.08.: Vitruv, 2erBeziehung, The Blowing Lewinsky, 1er Menü, Timeless Rock, Tombeck & Band, Faia.salamanda, Christian Becker & Band, Ulli Bäer, Boris Bukowski
18.08.: Shira, The Savoy Club, Austria 2, Skyback, Easy, Cornerstone, Lou Walter & Band; Lichtwärts, EAV
Lichtwärts & Ulli Bäer, Boris Bukowski, EAV
Besucherzahl: 12.000
Besonderes/Anmerkung: 2. Tage
Motto: keine Informationen
7. Hafen Open Air 2013
Datumsbereich: Freitag, 16. August und Samstag, 17. August 2013
Konzerte:
16.08.: Kowalski, bushhotel, Harry Walker & Band, Amerling, Remasuri, Mona Lisa Twins, Wir 4, Mokesch & Andy Baum, Michael Seida & Session Band
17.08.: Herzkohle, The Hitch Hikers, Solo, pauT, die Chiller, Royal Kombo, New Generation, Blue Jade, Lichtwärts, Münchener Freiheit
Besucherzahl: keine Informationen
Besonderes/Anmerkung: keine Informationen
Motto: keine Informationen
8. Hafen Open Air 2014
Datumsbereich: Freitag, 15. August und Samstag, 16. August 2014
Konzerte: 
15.08.: TEN TO 16, Brigittenow, Amalea, EhShoDerrisch, Rocquette, Die Botschatn, Peter Schleicher & Band, Wilfried & Band, Reinhold Bilgeri & Band
16.08.: Wurstfabrik, SternpunktStern, Anplagt, D.A.Y, Doktor Südbahn – & die SymPartie, JEN, Pflichttermin, Lichtwärts & Ulli Bäer, Wolfgang Ambros & Band
Besucherzahl: 20.000
Besonderes/Anmerkung: keine Informationen
Motto: keine Informationen
9. Hafen Open Air 2015
Datumsbereich: Freitag, 14. August und Samstag, 15. August 2015
Konzerte: 
14.08.:  Cil City, Hary Wetterstein, Blend, Manuel Stemp, Matt Valentine, Johannes Sumpich, Virginia Ernst, Ulli Bäer & The Boyz from Hairnoize, Stefanie Werger & Band
15.08.: Lost Compadres, Philipp Griessler & Band, Re***CP, Bändscheibenvorfall, Mel Verez & Gordopac, Solidtube, Erwin Bros & Band, Lichtwärts, Spider Murphy Gang
Besucherzahl: keine Informationen
Besonderes/Anmerkung: keine Informationen
Motto: keine Informationen
10. Hafen Open Air 2016
Datumsbereich: Freitag, 12. August bis Sonntag, 14. August 2016
Konzerte:
12. 8.: Vibrator, Jesus Overdrive, Brewtality, Black Cage, Alkbottle, No Bros
13. 8.: Ass Vierz'g, Karma Klub, Trancitiv, Cornerstone, Weanviertler, Stadtlicht, Mel Verez, Wir 4, Opus & Freunde (Bukowski, Schiffkowitz, Wilfried)
14. 8.: Liebich, Hog Meets Frog, Herta 11, Focuside, Wave on fire, Mary Broadcast Band, Kommando Elefant, Niddl & Band, Lichtwärts & Ulli Bäer, Johnny Logan & Band
Besucherzahl: keine Informationen
Besonderes/Anmerkung: keine Informationen
Motto: Wir spielen Musik aus Österreich
11. Hafen Open Air 2017
Datumsbereich: Samstag, 19. August und Sonntag, 20. August 2017
Konzerte:
19.8.: Demian, Brofaction, Wende Punkt, TheMostCompany, Lionator, Ned in ned out, Adam Project feat. Barbara Alli, Birgit Denk & Band, Gipsy Kings Family feat. Pablo Reyes
20.8.: Buncha Rascals, Die Verwegenen, Chasepath, Tschebberwooky, Paxyard Lane, Rammelhof, Blind Petition, Lichtwärts & Ulli Bäer, Wolfgang Ambros & Die No. 1 vom Wienerwald
Besucherzahl: keine Informationen
Besonderes/Anmerkung: keine Informationen
Motto: keine Informationen
12. Hafen Open Air 2018
Datumsbereich: Freitag, 17. August und Samstag, 18. August 2018
Konzerte:
17.08.: JuML, Flo Gruber, Amon, Freihean, Solz, Sankil & The Jones Singers, Luke Andrews, Melvee, Wir 4 (Das Beste von Austria 3)
18.08.: hisham, Paul Schuster, Prohaska, Just Different Band, Nila, Patricia Hill, Moby Stick, Dennis Jale & Band, Rainhard Fendrich
Besucherzahl: keine Informationen
Besonderes/Anmerkung: keine Informationen
Motto: keine Informationen
13. Hafen Open Air 2019
Datumsbereich: Freitag, 16. August und Samstag, 17. August 2018
Konzerte:
16.08.: Helmut Rhode, Petraw Band, Metternich, Masta, Amarok Avari, Leni Polar, Blind Petition, Hunger, Conchita & Band
17.08.: Light Up The Town, Dominik Ofner, Cécile Nordegg, Wenzel Beck Trio, Shallig, X-Eption, Mojo Blues Band, The Sellout, Söhne Mannheims
Besucherzahl: keine Informationen
Besonderes/Anmerkung: keine Informationen
Motto: keine Informationen

### Vorläufiges Ende
Am 13. November 2019 gaben die Veranstalter das – zumindest vorläufige – Ende der Veranstaltung bekannt. Als Grund wurden wirtschaftliche und personelle Gründe genannt.